# Alainodromia
 Alainodromia  ist eine Gattung ursprünglicher Krabben (Brachyura) innerhalb der Familie der Schwammkrabben (Dromiidae). Sie besteht aus zwei Arten, die beide in Korallenriffen in der Timorsee bzw. vor der Westküste Australiens vorkommen. Die Erstbeschreibung stammt von Colin L. McLay aus dem Jahr 1998, der sie anhand von Material beschrieb, das 1892 von der HMS Penguin in der Timorsee gesammelt wurde. Benannt sind sie nach dem Meeresbiologen Alain Crosnier.

## Merkmale
Bei den Tieren handelt es sich um kleine Krabben. Die Typen von Alainodromia timorensis hatten Körperlängen von maximal 12,7 Millimetern und die von Alainodromia dambimangari von 15,2 Millimetern. Der Rückenpanzer (Carapax) ist ungefähr so breit wie lang, wenn man die vordere Spitze (Rostrum) und die seitlichen Zacken mitzählt, und annähernd fünfeckig. Seine Oberfläche ist leicht gewölbt und mit kleinen Körnchen oder Höckern besetzt. Die vordere Spitze, das Rostrum, ist deutlich dreizackig und ragt nach vorn heraus. Direkt darüber ist der Rand über den Augen (der supraorbitale Rand) gut ausgeprägt. An den Seiten befinden sich gut erkennbare Zähne, von denen einige gespalten sein können. Diese seitlichen Zacken liegen deutlich höher als das Rostrum selbst.
Die seitlichen Fühleranhänge (Antennenexopoden) sind gut entwickelt und sichtbar. Die Coxen der dritten Maxillipeden liegen eng beieinander und sind in die Sternumrillen auf der Unterseite eingefügt. Diese beginnen direkt vor der Basis der Scherenbeine (Chelipeden). Bei den Weibchen verlaufen diese Rillen eng zusammen und enden zwischen den Basen der ersten Laufbeine. Die Scherenbeine haben keine zusätzlichen Anhänge und bei den Männchen sind sie deutlich größer als bei den Weibchen. Die ersten beiden Laufbeinpaare sind etwas kleiner als die Scherenbeine. Sie sind mit kleinen Höckern versehen, und ihre Endglieder (Daktyli) haben gut ausgeprägte Ränder mit kleinen Stacheln. Die beiden hinteren beiden Beinpaare sind kräftig gebaut, aber verkürzt. Ihre Endglieder sind stark gebogen und auf der Innenseite befinden sich einige Stacheln, auf der Außenseite hingegen keine.
Der Hinterleib (Abdomen) besteht aus sechs verwachsenen Segmenten, die deutlich gerippt und höckerig sind. Die Schwanzplatten (Uropoden) fehlen. Zum Fixieren des Hinterleibs gibt es einen Verriegelungsmechanismus, dabei rasten kleine Höcker am vorletzten Segment in passende Vertiefungen vor den Basen der ersten Laufbeine ein. Am hinteren Rand des Schwanzschildes (Telson) sind die Ecken besonders ausgebildet.

## Verbreitung
Arten der Gattung Alainodromia sind im Indischen Ozean von der „Holothuria Bank“ in der Timorsee sowie dem Camden Sound vor der nordwestlichen Küste Australiens dokumentiert.

## Lebensweise
Über die Lebensweise der Arten in der Gattung geben die wissenschaftlichen Beschreibungen nur wenige Angaben, da es sich bei den betrachteten Individuen um Museumsexemplare handelte. Bei der Typusart Alainodromia timorensis handelt es sich um einen Korallenriffbewohner, der in mittleren Meerestiefen von etwa 25 bis 40 Metern oder auch tiefer anzutreffen ist. Alainodromia dambimangari wurde in Tiefen von 35 bis 50 Metern gefangen.
Die Struktur der beiden letzten Beinpaare von A. timorensis deutet darauf hin, dass sie wie andere Schwammkrabben wahrscheinlich Korallen- oder Schwammteile zur Tarnung tragen. Von A. dambimangari konnte ein eierlegendes Weibchen untersucht werden, das etwa 100 vergleichsweise große Eier mit einem Durchmesser von 1,5 Millimetern, woraus auf eine direkte Entwicklung der Larven geschlossen wird.
Von den Paratypen waren zwei von Sackkrebsen infiziert und trugen die typischen sackartigen Reproduktionsorgane der Parasiten an ihrer Unterseite. Das Typusweibchen von A. dambimangari hatte zudem das Gehäuse eines röhrenförmigen Polychaeten mit einem Durchmesser von 3 Millimetern auf dem linken dritten Maxilliped.

## Systematik
Die Gattung Alainodromia wurde 1998 von dem Zoologen Colin L. McLay an der University of Canterbury in Christchurch, Neuseeland, beschrieben. Er nutzte hierfür Material aus dem British Museum in London, das bereits 1892 von Sir Percy William Bassett-Smith, Schiffsarzt der HMS Penguin, auf der „Holothuria Bank“ in der Timorsee gesammelt wurde. Das Schiff befand sich auf einer Forschungsreise in den australischen und angrenzenden Gewässern und sammelte vor allem Korallen, aber auch andere Tiere aus den Korallenriffen. Neben der Kartierung der Bathymetrie, also der Gewässerböden, für Schiffahrtszwecke schien ein weiterer Zweck der Reise darin bestanden zu haben, Charles Darwins Theorie über die Entstehung und Verbreitung von Korallenriffen zu testen. Das konkrete Material zur Beschreibung der Gattung und ihres Typus Alainodromia timorensis McLay, 1998 stammte aus Tiefen von 27,5 und 44 Metern.
In der Gattung wurde 2022 im Zuge einer Bestandsaufnahme der Schwammkrabben von Western Australia mit Alainodromia dambimangari McLay & Hosie, 2022 eine weitere Art beschrieben, sodass sie aktuell aus zwei Arten besteht. A. dambimangeri wurde im Camden Sound vor der nordwestlichen Küste Australiens gefunden und ist bislang nur dort nachgewiesen.
Der Gattungsname Alainodromia setzt sich zusammen aus der Endung „-dromia“, die sich aus der wissenschaftlichen Bezeichnung der Schwammkrabben, Dromiidae, ableitet, sowie dem Namen „Alain“ als Dedikationsnamen für den Meeresbiologen Alain Crosnier.

## Belege
1. 1 2 3 4 5 6 7 8 9 10 11  Colin L. McLay: A new genus and species of dromiid crab (Brachyura, Dromiidae) from the Timor Sea, North-West Australia with records of other species from the China Sea. Zoosystema Paris 20, 1998; S. 339–350; hier .
2. 1 2 3 4 5 6 7  Colin L. McLay, Andrew M. Hosie: The sponge crabs of Western Australia and the Northwest Shelf with descriptions of new genera and species (Crustacea: Brachyura: Dromiidae). Zootaxa 5129 (3), 2022; S. 301–355
3. ↑  Peter K. L. Ng, Danièle Guinot, Peter J.F. Davie: Systema Brachyurorum: Part I. An annotated checklist of extant brachyuran crabs of the world. Raffles Bulletin of Zoology, Supplement No. 17, 2008: 1–286; hier S. 33. (Volltext)
4. ↑  DecaNet (Hrsg.): Alainodromia McLay, 1998. In: World Register of Marine Species, abgerufen am 2. Juni 2025.